# Teodomiro (rei ostrogótico)
Teodomiro (em latim: Theodemir) ou Tiudimiro (Thiudimir) foi, segundo Jordanes, um líder ostrogodo da dinastia dos Amalos, que reinou ao lado de seus irmãos Videmiro e Valamiro. Em 451, participou com seus parentes ao lado de Átila, o Huno (r. 434–453) na decisiva batalha dos Campos Cataláunicos e em 454 derrotou seus suseranos na batalha de Nedao. Assentou-se com sua família na Panônia sob autorização do imperador bizantino Marciano (r. 450–457) e ali dividiu o domínio sobre os ostrogodos com seus irmãos.
Nos anos seguintes entrou em conflito com o Império Bizantino e derrotou um grupo de suevos invasores liderados por Hunimundo. Em 465, confrontou uma invasão escira e foi aclamado rei com a morte de Valamiro. Por 469, um exército coligado de bárbaros e bizantinos atacou os ostrogodos da panônia e Teodomiro saiu-se vitorioso. Em 473, ele invadiu os domínios bizantinos ao lado de seu filho, o futuro Teodorico, o Grande (r. 474–526), e faleceu no ano seguinte.

## Biografia

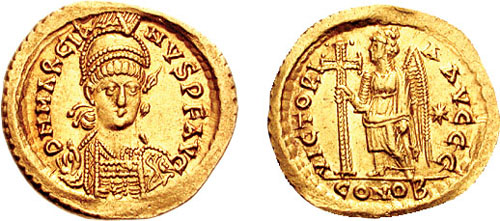
Soldo do imperador Marciano r.

Teodomiro era um ariano filho do Amal Vandalário, um nobre filho do rei Vinitário (r. 375–376), e irmão dos nobres Videmiro e Valamiro. Teve com sua esposa católica Erelieva uma filha chamada Amalafrida, que casar-se-ia com o rei vândalo Trasamundo (r. 496–523), e dois filhos chamados Teodimundo e Teodorico (o futuro Teodorico, o Grande (r. 474–526)). Em 451, liderou ao lado de seus irmãos os contingentes góticos do exército de Átila, o Huno (r. 434–453) durante a batalha dos Campos Cataláunicos, e em 454, com a morte de Átila, confrontou com sucesso os hunos na batalha de Nedao.
No mesmo ano assentou-se com seus parentes na Panônia sob autorização do imperador bizantino Marciano (r. 450–457), onde organizou o Reino Ostrogótico da Panônia em três distritos, cada qual controlado por um dos irmãos, porém somente Valamiro era o detentor do título régio; Teodomiro manteve controle dos godos do lago Balaton, o que para Herwig Wolfram corresponderia o centro-sul de Somogy e o nordeste da Croácia. Entre 459 e 461/462, Teodomiro participou dos conflitos com os bizantinos sobre o não-pagamento do subsídio anual para os godos e com a conclusão das hostilidades em 461/462, seu filho Teodorico foi enviado para Constantinopla como refém. Mais adiante, Teodomiro confrontou um grupo de suevos invasores e capturou o rei deles Hunimundo, que foi adotado segundo o estilo germânico e libertado. Apesar disso, após sua libertação, Hunimundo incitou uma ataque esciro contra os godos ca. 465, custando a vida de Valamiro.

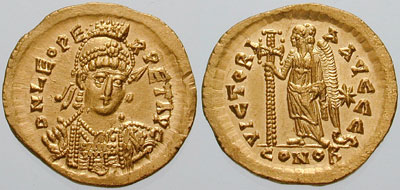
Soldo do imperador r.

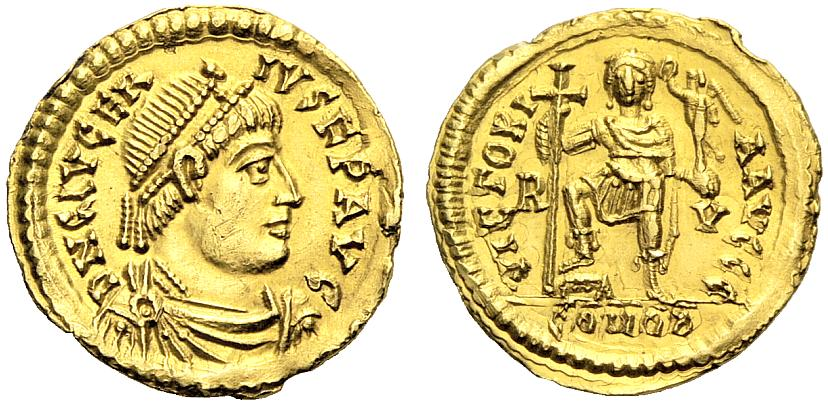
Soldo de Glicério r.

Com a morte de Valamiro, Teodomiro foi aclamado rei. Para consolidar seu poder, teve que enfrentar um exército bárbaro coligado (esciros, rúgios, gépidas, etc.) liderado pelos reis Hunimundo, Alarico, Beuca, Babas, Edecão e Hunulfo e apoiado por tropas bizantinas de Leão I, o Trácio (r. 457–474), que preferiu apoiar os rivais de Teodomiro devido a sua rixa com o oficial cortesão Áspar. Uma grande batalha ocorreu ca. 469/470, na qual os godos venceram e conseguiram estabelecer sua predominância no curso médio do Danúbio; para Hyun Jin Kim, contudo, é plausível que os ostrogodos tenha perdido essa batalha. Em resposta ao ataque, Teodomiro organizou uma expedição contra os suevos e seus aliados alamanos, conseguindo uma importante vitória.
Ca. 472, Teodorico foi devolvido a seu pai. Em 473, talvez devido a carência de recursos, Teodomiro enviou seu irmão Videmiro numa expedição contra a Itália do imperador romano ocidental Glicério (r. 473–474), enquanto ele dirigiu-se com seu filho para o Império Bizantino. Ali, atacou a Prefeitura pretoriana da Ilíria e capturou Dirráquio e Naísso, antes de prosseguir o avanço de Teodorico em direção a Tessalônica. Antes de atacar a cidade, negociou com o patrício Hilariano e uma trégua foi concluída, segundo a qual muitos ostrogodos seriam assentados em cidades da Macedônia, onde Cirro tornar-se-ia a nova capital do Estado federado de Teodomiro; os autores da Prosopografia do Império Romano Tardio suspeitam que essa negociação relatada por Jordanes seja uma confusão com a embaixada de 479 enviada para Teodorico. No ano seguinte, Teodomiro adoeceu e veio a falecer.